# Свиленград
Свиленград (болг. Свиленград, в османский период осман. Cisr-i Mustafapaşa‎-Джисри Мустафа паша) — город в Болгарии. Находится в Хасковской области, входит в общину Свиленград. Население составляет 18 154 человека (2022).
| Год  | Население |
| ---- | --------- |
| 1985 | 17 476    |
| 1992 | 18 643    |
| 2000 | 18 498    |
| 2005 | 18 818    |
| 2010 | 18 132    |

## История
Почти четыре столетия, находясь в Османской империи носил название Джисри Мустафа паша, что в буквально означает Мост Мустафы паши. В современном турецком слово Джисри в рамках тюркизации заменено на кёпрю (как и всех тюркских народов) и не употребляется.

## Политическая ситуация
Кмет (мэр) общины Свиленград — Георги Стоянов Манолов (инициативный комитет) по результатам выборов в правление общины.

## Знаменитые уроженцы
- Желязкова, Бинка (1923—2011) — болгарский кинорежиссёр.
- Камбуров, Мартин (род. 1980) — болгарский футболист.
- Петрова, Огняна (род. 1964) — болгарская гребчиха-байдарочница.